# Магомедов, Хаджимурад Сайгидмагомедович
Хаджимура́д Сайгидмагоме́дович Магоме́дов (род. 24 февраля 1974, Махачкала, Дагестанская АССР, СССР) — российский борец вольного стиля, Олимпийский чемпион, Заслуженный мастер спорта России (1996). По национальности — аварец.

## Биография
Борьбой начал заниматься с 1983 года. В 1994 году стал призёром чемпионата России и попал в сборную страны.
На Летних Олимпийских играх 1996 года в Атланте боролся в весовой категории до 82 килограммов.
В схватках:
- в первом круге в овертайме на 7-й минуте со счётом 3-0 выиграл у Алиуна Дьёфа (Сенегал);
- во втором круге со счётом 7-4 выиграл у Ариэля Рамоса (Куба) и вышел в четвертьфинал;
- в четвертьфинале не боролся;
- в полуфинале со счётом 4-0 выиграл у Амира Реза Хадем Азгади (Иран);
- в финале в овертайме со счётом 2-1 выиграл у Янг Хонг Мо (Южная Корея) и стал олимпийским чемпионом[1].

В июле 2017 года был назначен и. о. главы Гумбетовского района Дагестана.

## Основные соревнования и занятые места
| Год  | Турнир                       | Занятое место |
| ---- | ---------------------------- | ------------- |
| 1994 | Чемпионат России             | 3             |
| 1996 | Чемпионат Европы             | 3             |
| 1996 | Чемпионат России             | 1             |
| 1996 | Олимпийские игры             | 1             |
| 1997 | Чемпионат Европы             | 1             |
| 1997 | Чемпионат мира               | 4             |
| 1998 | Отборочный турнир FILA       | 2             |
| 1998 | Игры доброй воли             | 2             |
| 1998 | Чемпионат мира               | 4             |
| 1999 | Всемирные игры среди военных | 1             |
| 1999 | Чемпионат мира               | 2             |
| 2001 | Кубок мира                   | 4             |
| 2001 | Чемпионат мира               | 1             |
| 2003 | Кубок мира                   | 6             |

Окончил экономический факультет Дагестанского государственного университета. Кавалер ордена Дружбы (1997). Награждён Медалью ордена «За заслуги перед Отечеством» II степени (2010).
Живёт в Москве. С 2005 года является тренером сборной команды России по вольной борьбе.
С 2006 года в городе Кизилюрт проводится международный юношеский турнир по вольной борьбе на призы Хаджимурада Магомедова. Постоянный участник Турнира на приз Владимира Семёнова, на котором делится профессиональным опытом с юными спортсменами.
В октябре 2012 года в пятый раз совершил хадж.